# Nicolás Del Grecco
Nicolás Del Grecco (Morteros, Provincia de Córdoba, Argentina; 19 de noviembre de 1993) es un futbolista argentino. Juega como defensa en Orense Sporting Club de la Serie A de Ecuador.

## Trayectoria
Comenzó su carrera en 9 de Julio de Morteros, su ciudad de origen. Tiempo después, se trasladó a Buenos Aires donde jugó para las inferiores de Boca Juniors y Tigre. Finalmente, recaló en la reserva de Atlético de Rafaela y en 2015, con Roberto Sensini como entrenador, fue promovido al plantel de primera división, pero no alcanzó a realizar su debut en primera. 
Con el objetivo de obtener más minutos de juego, el 25 de julio de 2016 fichó por el Libertad de Sunchales, que por aquel entonces disputaba el Torneo Federal A. Debutó el 4 de septiembre durante un clásico contra Unión, que finalizó con victoria de 2 a 1. Su primer gol lo convirtió el 18 de noviembre de 2017, en la goleada de 4 a 0 sobre Defensores de Pronunciamento. Llegó, inclusive, a convertirse en capitán del club cañero con solo 23 años. 
El 22 de enero de 2018 se anunció su fichaje por el Olimpia de Honduras. Seis meses después, fue traspasado al Chicago Fire de la Major League Soccer, club que adquirió el 100% de su pase por US$ 400.000.

## Clubes
Actualizado al último partido disputado el 20 de mayo de 2024.
| Club                   | País           | Año           | PJ  | Goles |
| ---------------------- | -------------- | ------------- | --- | ----- |
| Atlético Rafaela       | Argentina      | 2015-2016     | 0   | 0     |
| Libertad de Sunchales  | Argentina      | 2016-2017     | 76  | 1     |
| Olimpia                | Honduras       | 2018          | 12  | 0     |
| Chicago Fire           | Estados Unidos | 2018          | 0   | 0     |
| F. C. Tulsa            | Estados Unidos | 2018          | 1   | 0     |
| Chicago Fire           | Estados Unidos | 2018          | 2   | 0     |
| Villa Mitre            | Argentina      | 2020-2022     | 69  | 4     |
| Atlanta                | Argentina      | 2023          | 15  | 0     |
| Defensores de Belgrano | Argentina      | 2023          | 17  | 0     |
| Orense                 | Ecuador        | 2024-act.     | 4   | 0     |
| Total carrera          | Total carrera  | Total carrera | 196 | 5     |